# 出世名
出世名（しゅっせめい）とは大相撲において特定の相撲部屋（稀に一門）に所属する力士の中で特に番付が高い力士、あるいは優勝等大きな功績を残した力士にのみ襲名を許される特別な四股名である。かつて部屋から育った横綱や大関、あるいは関脇以下でも幕内最高優勝を経験する等名力士と呼ばれた者、歴史ある部屋では歴代の師匠の四股名が主に該当する。特に一時代を築いた横綱や部屋の開祖あるいは中興の祖と呼ばれる親方の名前はその部屋の出世名の筆頭とされることも多い。番付や実績では若干不足と思われる力士であっても所属部屋や年寄名跡の後継者と決定したことにより襲名される例もある。
平成以降は返上や襲名辞退が多くなり、さらに同10年代以降は新興部屋の増加とそれに伴う伝統部屋の衰退もあり、血縁関係による襲名を除けばこうした四股名を名乗る力士はほぼ皆無となっている。
また行司においても出世名は存在し、主に歴代立行司が前名として名乗ったもの、あるいは立行司名に次ぐような地位と歴史ある名跡が該当する。こちらの詳細は行司の項目を参照。

## 出世名の例
原則として歴代襲名者の最高位が小結以上のものを記載する(一部例外有)。原則として複数が幕内に昇進したもののみとするが、所属部屋で出世名とされていることが明確な場合は1人しかいなくても記載する。血縁関係者以外に襲名されていないものは除く。四股名の後ろはかつて名乗った力士が到達した地位で最高のものを記載。後により上位の出世名を襲名した者はそちらにのみ記載。横綱にのみ襲名を許される思われるものは最高位を記さず四股名を太字で記載する。

### 現存する部屋
- 高砂部屋
  - 朝潮太郎（横綱）
    - ある程度出世するまでは朝汐と記載される
    - 朝乃山の大関昇進時に話題に上がったが、師匠の高砂が否定[1][2][3][4]

  - 高見山（関脇）
    - 初代両国国技館落成による初代優勝力士以降この四股名を襲名した力士は優勝力士である

  - 小錦八十吉（横綱）
  - 一ノ矢（大関）
  - 前田山（横綱）
    - 前の山太郎が大関昇進時に襲名する予定だったが実現しなかった

  - 朝嵐（小結）
- 出羽海部屋
  - 両國梶之助（関脇）
    - 7代目は「両国」表記

  - 大錦（横綱）
  - 常の山
  - 出羽湊（関脇）
  - 出羽ノ花（関脇）
- 伊勢ノ海部屋
  - 柏戸（横綱）
  - 錦木（大関）
    - 盛岡藩抱え、岩手県出身力士が名乗る。元は初代が起こした旧二所ノ関部屋の四股名。当代が伊勢ノ海部屋力士として初代以来の襲名。

  - 藤ノ川（関脇）
- 片男波部屋
  - 玉の海（横綱）
    - かつては本家にあたる二所ノ関部屋の四股名であった

  - 玉乃島（関脇）
- 立浪部屋
  - 羽黒山（横綱）
    - 安念山治が立浪部屋継承決定により襲名
    - 北尾光司が大関昇進の際に襲名を打診されたが断っている

  - 若浪（小結)
- 佐渡ヶ嶽部屋
  - 琴錦（関脇）
- 時津風部屋
  - 豊山（大関）
    - 新潟県・東京農業大学出身力士が襲名、霜鳥典雄も襲名を打診されたが断った

  - 双ツ龍（小結）
  - 大潮（関脇）
    - 旧陸奥部屋より
- 九重部屋
  - 千代の山（横綱）
    - 千代の富士貢に襲名させる予定だったが本人が断った
- 春日野部屋
  - 栃錦清隆（横綱）
    - 栃乃和歌清隆の本名が当時の春日野親方（栃錦）にちなんだものだったこともあり、大関になれば襲名させる予定だったが昇進できず実現しなかった

  - 栃光（大関）
- 八角部屋
  - 北勝海（横綱）
    - 北勝国が入幕した際に襲名させる予定だったが昇進できず実現しなかった[5]
- 大島部屋
  - 旭國（大関）
    - 旭富士正也に襲名させる予定だったが本人が断わった

### 現存しない部屋
- 雷部屋
  - 梅ヶ谷藤太郎
    - 双葉山定次が横綱昇進の暁に襲名を打診されたが断っている
- 井筒部屋
  - 西ノ海嘉治郎
  - 源氏山（大関）
    - 寺尾常史が襲名したが1場所で返上

  - 錦洋（大関）
  - 逆鉾（関脇）
  - 鶴ヶ嶺（関脇）
  - 星甲（関脇）
- 粂川部屋
  - 鏡岩（大関）
- 千賀ノ浦部屋
  - 綾川五郎次（関脇）
    - 現在の同名の部屋とは別系のためこちらに記す。
- 伊勢ヶ濱部屋
  - 清國（大関）
    - 現在の同名の部屋とは別系のためこちらに記す。安馬大関昇進の際に襲名の話が出たが実現せず、日馬富士公平と名乗った
- 追手風部屋
  - 清水川（大関）
    - 現存の同名の部屋とつながりはあるが直接の子孫ではないためこちらに記す。遠藤聖大が三役昇進した際には襲名が決まっているとする報道もあったが[6]、師匠本人はこれを明言しておらず[7]、実際には昇進後も襲名していない。
- 二所ノ関部屋
  - 海山太郎（関脇）
  - 麒麟児（関脇）
    - 現在の同名の部屋とは別系のためこちらに記す。
- 二子山部屋（8代）
  - 土州山
- 二子山部屋（10・11代）
  - 若乃花
  - 若三杉（関脇）
    - 現在の同名の部屋とは別系のためこちらに記す。
- 三保ヶ関部屋
  - 増位山（大関）
    - 元は姫路藩抱え力士の四股名で、いずれも旧境川部屋所属。9代三保ヶ関と10代三保ヶ関は「ますいやま」だが江戸時代には同じ字で「ますいざん」と読んでいた

### 過去の出世名
- 阿武松部屋
  - 雷電（大関）
    - 雷電爲右エ門があまりにも偉大なため雷電震右エ門以降襲名されていない
- 出羽海部屋
  - 常陸山（横綱）
    - 常陸山谷右エ門の功績から止め名になった

### 大坂相撲の出世名
東西合併前の大坂相撲にも出世名は存在した。その多くは現在は継承されていない。番付は基本的に大坂相撲時代のものとする。
- 朝日山部屋
  - 真鶴（大関）　※東京加入後小結
    - 現在に至るまで継承

  - 二瀬川(大関)　※東京加入後関脇
  - 大錦（横綱）
- 中村部屋
  - 若嶌（横綱）
- 湊部屋
  - 大木戸（横綱）
  - 若木戸（大関）
- 北陣部屋
  - 真竜（大関）
- 小野川部屋
  - 八陣（横綱）　※非公認横綱である
  - 信夫山　※東京加入後関脇